# Sto lat

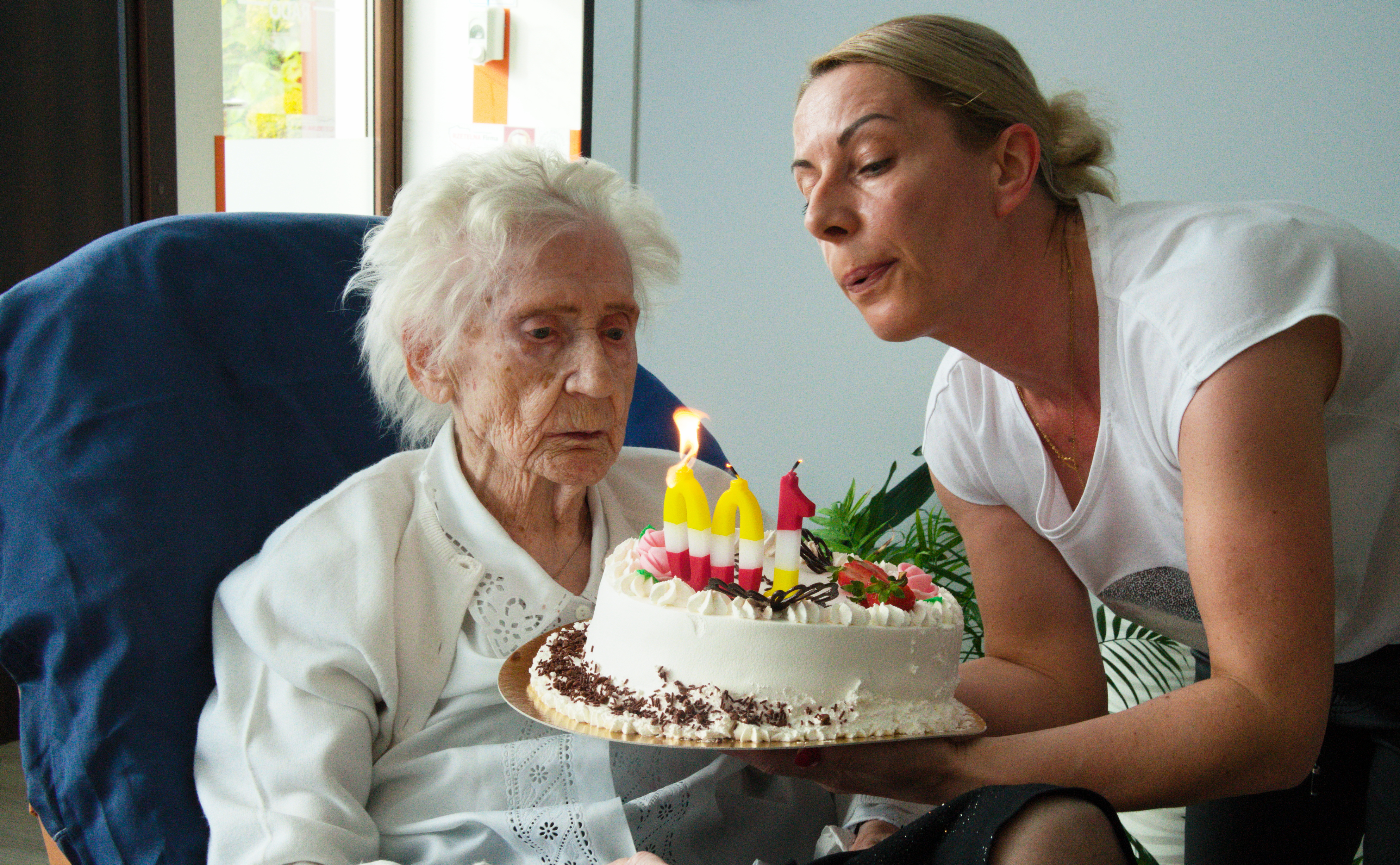
Un'anziana signora compie cento anni.

Sto lat (lett. "cent'anni") è un canto tradizionale polacco che viene intonato per augurare buona salute e lunga vita. In Polonia, viene spesso eseguito in occasione delle feste di compleanno.

## Descrizione
L'origine e gli autori del brano non sono noti. A differenza di Tanti auguri a te, Sto lat viene cantato non solo in occasione d'incontri informali (come compleanni o onomastici), ma anche in occasioni formali, come cerimonie di premiazione.
Durante gli eventi di Stato, l'esecuzione è talvolta accompagnata da un'orchestra. La frase Sto lat!, senz'accompagnamento melodico, si usa anche per augurare longevità, fortuna nelle vita o come brindisi.

## Brani simili
La canzone può considerarsi un equivalente di brani popolari come Tanti auguri a te o Perché è un bravo ragazzo.
Il brano Niech im gwiazdka pomyślności viene spesso intonato dopo Sto lat, ma non durante le feste per bambini, perché questa seconda canzone contiene riferimenti al consumo di sostanze alcoliche.

## Testi e melodia
| Testo polacco                                   | Traduzione                                                   |
| ----------------------------------------------- | ------------------------------------------------------------ |
| Sto lat, sto lat, niech żyje, żyje nam.         | Cent'anni, cent'anni, possa tu vivere per noi.               |
| Sto lat, sto lat, niech żyje, żyje nam.         | Cent'anni, cent'anni, possa tu vivere per noi.               |
| Jeszcze raz, jeszcze raz, niech żyje, żyje nam. | Ancora una volta, ancora una volta, possa tu vivere per noi. |
| Niech żyje nam!                                 | Possa tu vivere per noi!                                     |